# Twierdzenie Lebesgue’a o punktach gęstości
Twierdzenie Lebesgue’a o punktach gęstości – twierdzenie teorii funkcji rzeczywistych, mówiące, że prawie każdy punkt mierzalnego podzbioru przestrzeni euklidesowej jest jego punktem gęstości. „Prawie” oznacza tu, że punkty niebędące punktami gęstości mogą istnieć, ale tworzą zbiór o mierze zero.
W klasycznym przypadku miary Lebesgue’a dowód twierdzenia Lebesgue’a wykorzystuje twierdzenie Vitalego o pokryciu, w przypadku ogólniejszych miar Radona wykorzystuje się stosowne dla nich uogólnienie wspomnianego twierdzenia: twierdzenie Bezikowicza o pokryciu.

## Oznaczenia i pojęcia wstępne
Niech {\displaystyle Z} będzie sumą niepustej rodziny przedziałów N-wymiarowych (z twierdzenia Vitalego wynika, że jest on zbiorem mierzalnym). Niech {\displaystyle F} będzie funkcją określoną na rodzinie wszystkich kostek N-wymiarowych zawartych w zbiorze {\displaystyle Z} i przyjmującą wartości w zbiorze {\displaystyle {\overline {\mathbb {R} }}} oraz punkt {\displaystyle x_{0}\in Z.} Niech dany będzie również zbiór
{\displaystyle W=\{y\in {\overline {\mathbb {R} }}\colon \,y=\lim _{n\to \infty }F(Q_{n}),\,(Q_{n})_{n\in \mathbb {N} }\},}
gdzie {\displaystyle (Q_{n})_{n\in \mathbb {N} }} jest pewnym ciągiem kostek zawartych w zbiorze {\displaystyle Z} takich, że {\displaystyle x\in Q_{n}\,n\in \mathbb {N} } oraz
{\displaystyle \lim _{n\to \infty }d(Q_{n})=0.}
Zbiór ten jest niepustym i domkniętym podzbiorem przestrzeni {\displaystyle {\overline {\mathbb {R} }}.}
Kres dolny i górny zbioru {\displaystyle W} oznaczamy odpowiednio
{\displaystyle \liminf _{Q\to x_{0}}F(Q)} oraz {\displaystyle \limsup _{Q\to x_{0}}F(Q).}
Ponadto gdy są one równe (co ma miejsce wtedy i tylko wtedy, gdy zbiór {\displaystyle W} jest jednoelementowy), to piszemy wówczas
{\displaystyle \lim _{Q\to x_{0}}F(Q).}

### Punkty gęstości
Punkt {\displaystyle x\in \mathbb {R} ^{N}} nazywamy punktem gęstości (mierzalnego) podzbioru {\displaystyle E\subseteq \mathbb {R} ^{N}} wtedy i tylko wtedy, gdy
{\displaystyle \lim _{Q\to x}{\frac {l_{N}(E\cap Q)}{l_{N}(Q)}}=1,}
gdzie {\displaystyle l_{N}} oznacza N-wymiarową miarę Lebesgue’a.

## Twierdzenie Lebesgue’a
Jeśli {\displaystyle E} jest zbiorem mierzalnym w sensie Lebesgue’a, to prawie każdy punkt tego zbioru jest jego punktem gęstości.